# 萬金聖誕季
萬金聖誕季為臺灣屏東縣萬巒鄉萬金地區（約為萬巒鄉萬金村、赤山村一帶）舉辦的聖誕慶典活動，以萬金聖母聖殿為中心，自2011年起由屏東縣政府所舉辦。2014年萬金聖誕季的主題為「愛的約定」。
萬金耶誕季的活動，除傳統的萬金聖母遊行習俗及教區的聖誕佈置之外，並自2013年起舉行大型光雕演出，而2014年的活動也將範圍擴大到泰武鄉吾拉魯茲部落，並整合了萬金鄰近地區多個景點。
從2013年開始，屏東縣政府估計官方統計每年聖誕季至少吸引超過100萬人次來萬金教堂朝聖。 

## 迷路小瑪
自2013年起，採用了屏科大動漫社創造的虛擬代言人「迷路小瑪」，以小瑪參加當地許多景點活動等故事，繪製成漫畫版，增加民眾對萬金聖誕季及在地文化的認識；此活動引發廣大熱烈迴響，吸引許多新世代動漫族群參加萬金聖誕季活動，屏東縣政府願意讓年輕人發揮創意也受到讚賞。

## 交通
搭乘至屏東火車站或屏東縣潮州車站，再轉搭2015年屏東縣萬金教堂聖誕季光雕秀的接駁車（六日與平安夜才有）或者轉搭屏東客運總站到萬金的客運。

## 外部連結
- 2015萬金聖誕季